# Stelle cadenti (romanzo)
Stelle cadenti (Moving Pictures) è il decimo romanzo fantasy comico dello scrittore britannico Terry Pratchett della serie del Mondo Disco e il secondo che non fa parte di altri cicli.
La storia si svolge nella città più famosa del Mondo Disco, Ankh-Morpork e in una cittadina chiamata "Holy Wood" (lett. Bosco Sacro). Il libro usa il nome come velato riferimento al mondo di Hollywood e ai suoi problemi.
Il libro contiene una grande quantità di riferimenti ai film e alla storia di Hollywood, in particolare Via col vento e i cartoni animati.

## La Trama
Gli alchimisti del Mondo Disco hanno inventato le "immagini in movimento", ossia il cinematografo. Holy Wood, la sede della nuova industria del "click" (ossia dei film) attira molte giovani speranze, tra cui Victor Tugelbend, uno studente fuoricorso dell'Università Invisibile, e Theda Withel, una ragazza "da una piccola città di cui non avete mai sentito parlare", che diventano stelle cinematografiche. Ma giunge anche il più famigerato venditore del Mondo Disco, Mi-Voglio-Rovinare Dibbler, che introduce la commercializzazione dentro l'equazione e diventa un produttore di successo. 
Al gruppo si aggiungono due cani prodigio, Gaspode (un randagino parlante ed effettivo cane prodigio, ma decisamente ignorato) e Laddie (cane normale, ma di bell'aspetto, carismatico, ritenuto da tutti un cane prodigio). 
Nel frattempo, diviene gradualmente chiaro che la produzione di film sta avendo un effetto deleterio sulla struttura della realtà.

## Personaggi
I nomi dei personaggi sono spesso degli scherzi o contengono riferimenti al mondo animale, vegetale, o altri libri.
- Deccan Ribobe: l'ultimo guardiano della porta. Compare solo all'inizio e poi defunge.
- Victor Tugelbend, nome d'arte Victor Maraschino: studente fuoricorso di magia e attore cinematografico.
- Theda Withel, detta Ginger, nome d'arte Delores De Syn (sui manifesti): attrice cinematografica.
- Thomas Silverwyn: alchimista. Inventore dell'octocelluloide e del cinematografo. Estromesso da Dibbler. Il suo nome può essere un riferimento allo schermo cinematografico (the silver screen) ma anche a Samuel Goldwyn, storico produttore cinematografico.
- Dibbler, alias Rovina" Dibbler, alias Mi-Voglio-Rovinare Dibbler, alias MVR Dibbler: venditore. Venditore di salsicce. Commerciante al dettaglio. Produttore cinematografico. Come produttore, diviene megalomane e fissato con gli elefanti. Dopo aver estromesso Silverwyn, diviene fissato con gli spot pubblicitari.
- Soll Dibbler: nipote di Dibbler e regista. Odia gli spot pubblicitari.
- Sham Harga: proprietario della Casa delle Costolette e sponsor delle produzioni di Dibbler.
- Gaffer Bird: capo "manovellatore", ovvero addetto alle macchine di ripresa.
- Detritus: troll e guardia del corpo di Dibbler.
- Ruby: ragazza troll. In inglese, il suo nome significa "rubino". Come per tutti i troll di Pratchett, infatti, il suo nome ha un significato minerale.
- Galena alias Selce alias Rock: troll attore.
- Breccia: troll attore.
- Malvagio figlio di cagna (Evil-Minded Son Of A Bitch): cammello. Apparentemente non è imparentato con Brutto Bastardo, il cammello che compare in "Maledette piramidi".
- Gaspode il Cane Prodigio (effettivamente): un randagino parlante, astuto e lamentoso che non viene mai notato da nessuno. Compare anche nel libro successivo Uomini d'arme.
- Laddie il Cane Prodigio (nominalmente): un cane di razza, di bell'aspetto e di buona volontà che viene subito notato da tutti.
- Gatto parlante, topo parlante, coniglietto parlante, anatra parlante (con fortissimo accento): come per Gaspode, la loro facoltà di parola sembra essere un risultato dell'influenza di Holy Wood.
- Munstrum Ridcully alias Ridcully il Bruno: nuovo Arcicancelliere dell'Università Invisibile. Il fatto che venga dalla campagna non significa né che sia ingenuo né che ami particolarmente la natura. In realtà è un Mago di Settimo Livello piuttosto coriaceo: alleva draghi e ama la caccia. Il suo nome è un riferimento al mago Radagast il Bruno del "Signore degli Anelli".
- Il Tesoriere: fa parte dell'Università Invisibile ed è perennemente assorto nei propri pensieri, nonché particolarmente nervoso.
- "Numeri" Riktor: mago e inventore, defunto al tempo dei fatti narrati nel libro. Tra le sue invenzioni si annovera in particolare il resografo, un misuratore dei disturbi alla realtà.
- Il Bibliotecario: trasformato in orangutan da un incantesimo, ha trovato la trasformazione estremamente utile per arrampicarsi tra gli scaffali spropositati della biblioteca e da allora ha mantenuto tale aspetto.
- Il Preside: mago e buona forchetta. Riconoscibile per la stazza.
- Il Presidente:
- Il Decano:
- Il Professore di Rune Recenti:
- Windle Poons: mago a rotelle, presumibilmente con più di centotrent'anni.
- Ponder Stibbons: giovane mago neodiplomato e compagno di studi di Victor.
- Il Necrotelicomnicon: benché sia un libro, morde e cerca di divorare i lettori. È un potente grimorio oscuro; il suo nome è la fusione di Necronomicon e di telecom: letteralmente, lElenco Telefonico dei Morti. Elenca tutti gli antichi dèi oscuri del Mondo Disco, nonché Cose dalle Dimensioni Sotterranee.
- Lord Vetinari, il Patrizio di Ankh-Morpork: "pezzo grosso", ovvero il governante assoluto della città che fa un'apparizione anche in questa storia.
- Morte: personificazione antropomorfica della Morte nel Mondo Disco.
- Esseri e Cose delle Dimensioni Sotterranee: non è chiaro cosa sono, ma queste entità indeterminate cercano sempre di materializzarsi dove la realtà si indebolisce. In genere la materializzazione ha molte bocche e molti tentacoli, ma l'aspetto può variare moltissimo e in continuazione.
- Nobby Nobbs: caporale della Guardia Cittadina. Umano, nonostante le apparenze.
- Colon: sergente della Guardia Cittadina. Umano.

## Edizioni
- Terry Pratchett, Stelle cadenti, traduzione di Serena Daniele, Valentina Daniele, Adriano Salani Editore, 2007,  p. 331, ISBN 978-88-8451-830-9.
- Terry Pratchett, Stelle cadenti, traduzione di Serena Daniele, Valentina Daniele, TEA, 2010,  p. 331, ISBN 978-88-502-2143-1.